# Contea di Portage (Ohio)
La contea di Portage ( in inglese Portage County ) è una contea dello Stato dell'Ohio, negli Stati Uniti. La popolazione al censimento del 2000 era di 152 061 abitanti. Il capoluogo di contea è Ravenna.